# Приаральські Каракуми
Приаральські Каракуми — піщана пустеля в Казахстані. Розташована на північний схід від Аральського моря, з півдня обмежена річкою Сирдар'я.

## Природа
Місцевість є слабо горбистою рівниною, загальний ухил місцевості — до Аральського моря. Абсолютні відмітки рельєфу — від 55 до 118 м.
Територія зайнята горбисто-комірчастими пісками, закріпленими напівчагарниковою рослинністю. Висота піщаних горбів і гряд 5—25 м, глибина ячей — 3—8 м.
По всій території поширені улоговини, в багатьох з яких знаходяться солончаки і такири — глинисті ділянки, що мають в суху пору року тверду поверхню, що розтріскалася. Під час дощів і сніготанення такири і солончаки розмокають і стають важкопрохідними.
На території відсутні річки з постійним водотоком. Вода буває в промоїнах у період танення снігу і весняних дощів.
Рослинність представлена травами (ковила, полин, біюргун) і напівчагарниками (тамаріськ, джузгун). Повсюдно поширений жантак (верблюжа колючка).

## Клімат
Клімат різко континентальний, посушливий, з великими коливаннями сезонних і добових температур повітря, малою кількістю опадів (близько 120 мм в рік).
Зима (середина листопада — середина березня) з мінливою хмарністю і частими туманами. Середня температура повітря вдень −5…−10 °C, вночі до −20…−25 °C (мінімальна −42 °C). Стійкі морози починаються в грудні. У будь-який місяць зими можлива відлига. Опади випадають переважно у вигляді снігу. Сніговий покрив утворюється в другій половині грудня і тримається до кінця березня; товщина його зазвичай не перевищує 16 см (у сніжні зими до 30 см). Середня глибина промерзання ґрунту 1,3 м.
Весна (середина березня — квітень) тепла з нестійкою погодою в першій половині. Температура повітря на початку сезону вдень −1…−10 °C, вночі до −10 °C; в кінці сезону вдень до +25 °C, вночі від −1 °C до +8 °C. Опади випадають у вигляді короткочасних дощів, іноді зі снігом.
Літо (травень — середина вересня) характеризується стійкою спекотною сухою і малохмарною погодою. Температура повітря вдень +30…+35 °C (максимальна +43 °C), вночі температура опускається до +15…+18 °C. Улітку часто бувають суховії (запорошені бурі), які піднімають в повітря пісок і пил.
Осінь (середина вересня — середина листопада) — у першій половині суха і тепла, у другій хмарна і прохолодна. Температура повітря вдень +5…+25 °C, вночі −5…+5 °C. Опади випадають у вигляді дощів, що мжичать, в другій половині листопада випадає мокрий сніг.
Вітри навесні і влітку переважно західні та північно-західні, восени і взимку східні та північно-східні. Переважаюча швидкість вітру 3—7 м/с. Протягом всього року (особливо в зимовий і весняний період) часто спостерігаються сильні штормові вітри зі швидкістю 15 м/с і більш (45 днів за рік).
Середнє число днів з явищами погоди за рік: опади 54 (січень 7, червень 3), туман 26, заметіль 10, гроза 12. Число ясних днів по загальній хмарності — 119, похмурих по нижній хмарності — 17.

## Господарське використання
Завдяки високому рівню залягання ґрунтових вод (оскільки в піщаних пустелях опади просочуються в ґрунт, не встигаючи випаруватися) в Приаральських Каракумах рослинність багатша, ніж в прилеглих глинистих пустелях, що створює тут сприятливі умови для пасовищного тваринництва (вівчарство, верблюдоводство). Є велика кількість колодязів і артезіанських свердловин для водопою худоби, а міжбарханні пониження рельєфу служать укриттям від сильних вітрів, запорошених бур, завірюх. Таким чином, Приаральські Каракуми активно та цілий рік використовуються для випасу худоби.